# Reduzierter Klassizismus

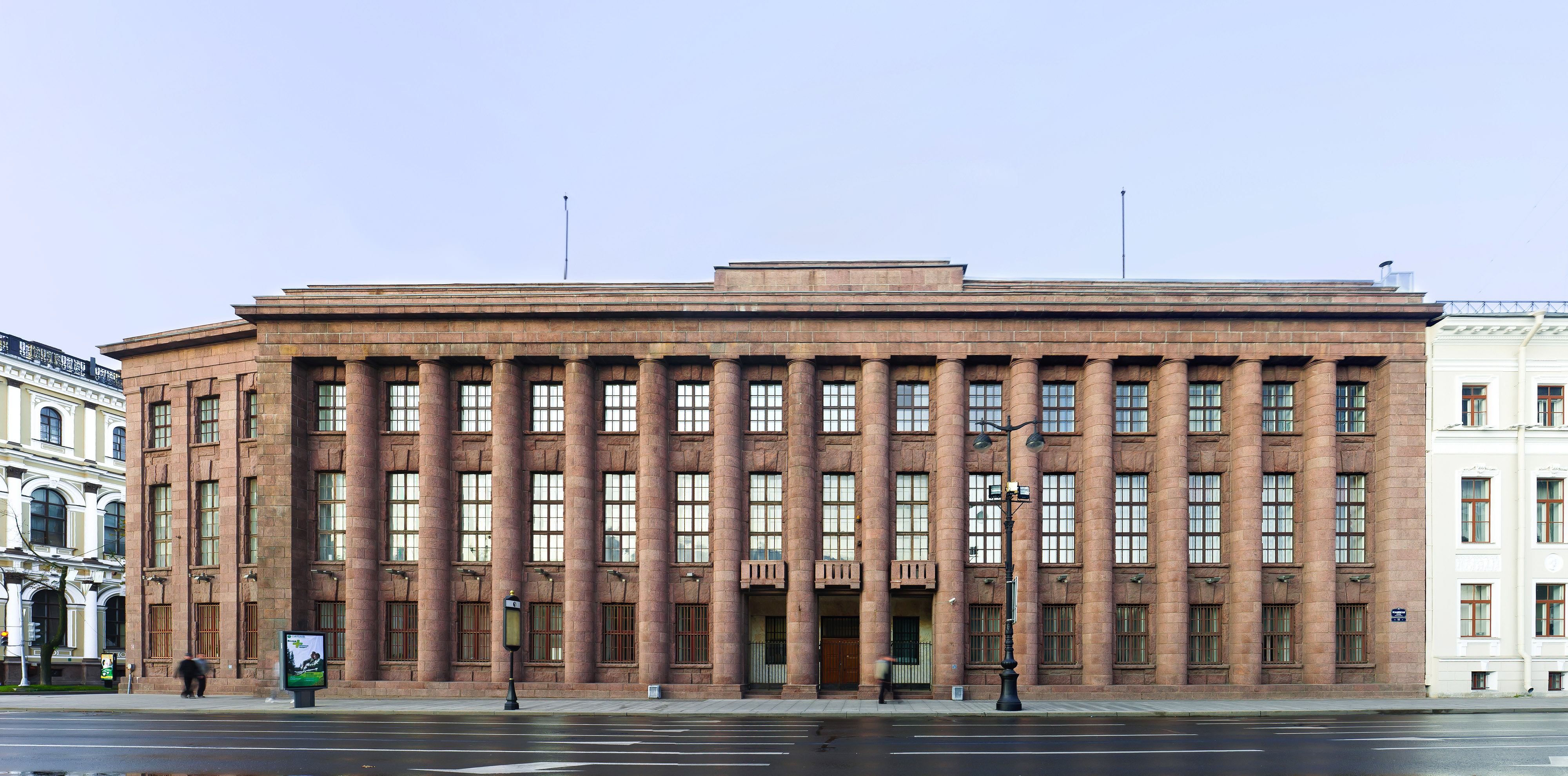
Die deutsche Kaiserliche Botschaft (entworfen 1911–12) auf dem Isaaksplatz in Sankt Petersburg gilt als Schlüsselmodell des reduzierten Klassizismus. Die Reduzierung ging noch weiter, als die großen Statuen, die ursprünglich auf den Sockeln in Höhe des Daches standen, während des Ersten Weltkriegs entfernt wurden.

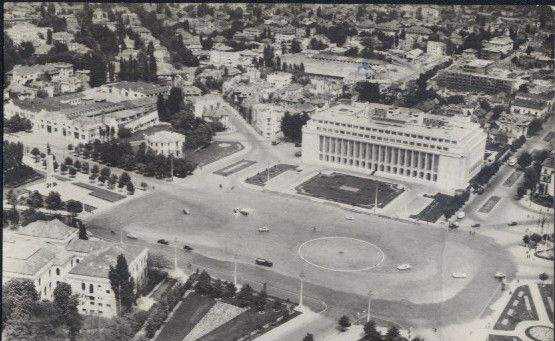
Victoria-Palast, Bukarest, Rumänien, 1937–1944, von Duiliu Marcu

Der reduzierte Klassizismus (in englisch: stripped classicism) ist ein neoklassizistischer Architekturstil des 20. Jahrhunderts. Die Reduzierung besteht in dem weitgehenden Verzicht auf Ornamente. Häufig wurde dieser Stil von Regierungsseite für die Gestaltung öffentlicher Gebäude vorgeschrieben, und zwar sowohl unter totalitären als auch unter demokratischen Verhältnissen. Der Stil umfasst einen „vereinfachten, aber erkennbaren“ Klassizismus in seiner Gesamtmasse und Größe, während traditionelle dekorative Details vermieden werden. Säulenordnungen werden nur angedeutet oder indirekt in der baulichen Form und Struktur zum Ausdruck gebracht.
Trotz der etymologischen Ähnlichkeit wird im Englischen der „Stripped Classicism“ (wörtlich übersetzt: entkleideter Klassizismus) manchmal vom „Starved Classicism“ (wörtlich übersetzt: verhungerter Klassizismus) unterschieden, da letzterer „wenig Gefühl für Regeln, Proportionen, Details und Finesse zeigt und ihm jeglicher Schwung und Elan fehlt“. Bisweilen werden die Bezeichnungen „stripped“ und „starved“ synonym verwendet.
Der reduzierte Klassizismus war eine Verkörperung der politischen Moderne. Die neuere Geschichtsschreibung hat diesen Architekturstil – und seine Beziehung zum modernistischen Denken – ausdrücklich mit politischen Projekten der 1920er und 1930er Jahre in Verbindung gebracht, die mit gestalterischen Mitteln ein kraftvolles, zukunftsorientiertes politisches Ethos in baulicher Form zum Ausdruck brachten.
Andere Autoren haben auf den Einfluss von Avantgardebewegungen wie den italienischen Futuristen, die die unzähligen Möglichkeiten der modernen Welt priesen, auf die Herausbildung des Architekturstils des reduzierten Klassizismus hingewiesen. Der Stil wurde unter anderem von dem in Frankreich geborenen Paul Philippe Cret populär gemacht und im Nazi-Deutschland, im faschistischen Italien, in der Sowjetunion und in den Vereinigten Staaten, die geprägt waren vom New Deal, verwendet.

## Beschreibung und Geschichte
Obwohl vom reduzierten Klassizismus normalerweise nur in Bezug auf das 20. Jahrhundert gesprochen wird, sind Merkmale bereits in den Werken einiger progressiver neoklassizistischer Architekten des späten 18. und frühen 19. Jahrhunderts zu finden, darunter Étienne-Louis Boullée, Claude Nicolas Ledoux, Friedrich Gilly, Peter Speeth, Sir John Soane und Karl Friedrich Schinkel.
Zwischen den Weltkriegen wurde ein reduzierter Klassizismus de facto zum Standard für viele monumentale und institutionelle Regierungsgebäude auf der ganzen Welt. Öffentliche Auftraggeber versuchten damit einen Spagat zwischen Moderne und Klassizismus als eine ideale politische Antwort auf eine sich modernisierende Welt. Teilweise geschah das auch mit der Absicht, bei Regierungsbauvorhaben Geld zu sparen, wenn auf handgefertigte klassische Details verzichtet werden konnte.

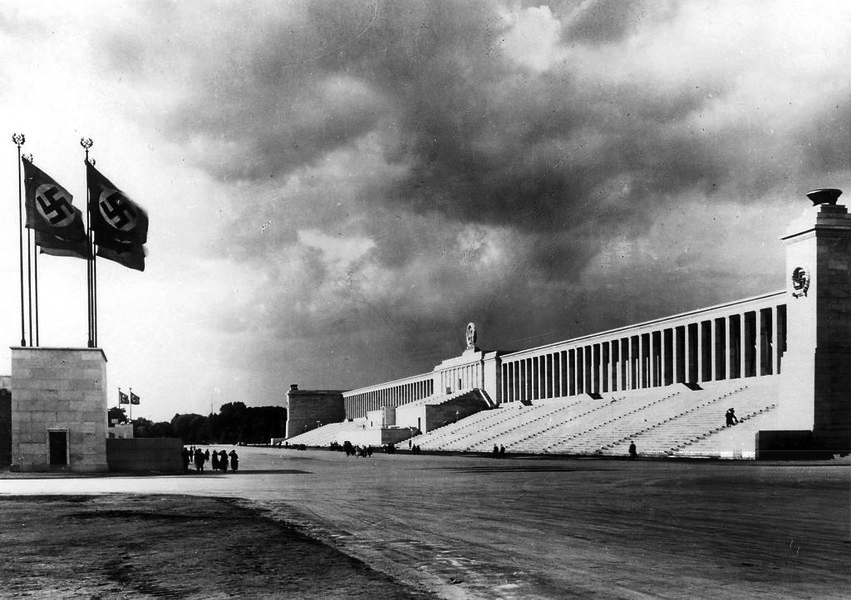
Albert Speers Zeppelinfeld in Nürnberg, 1934

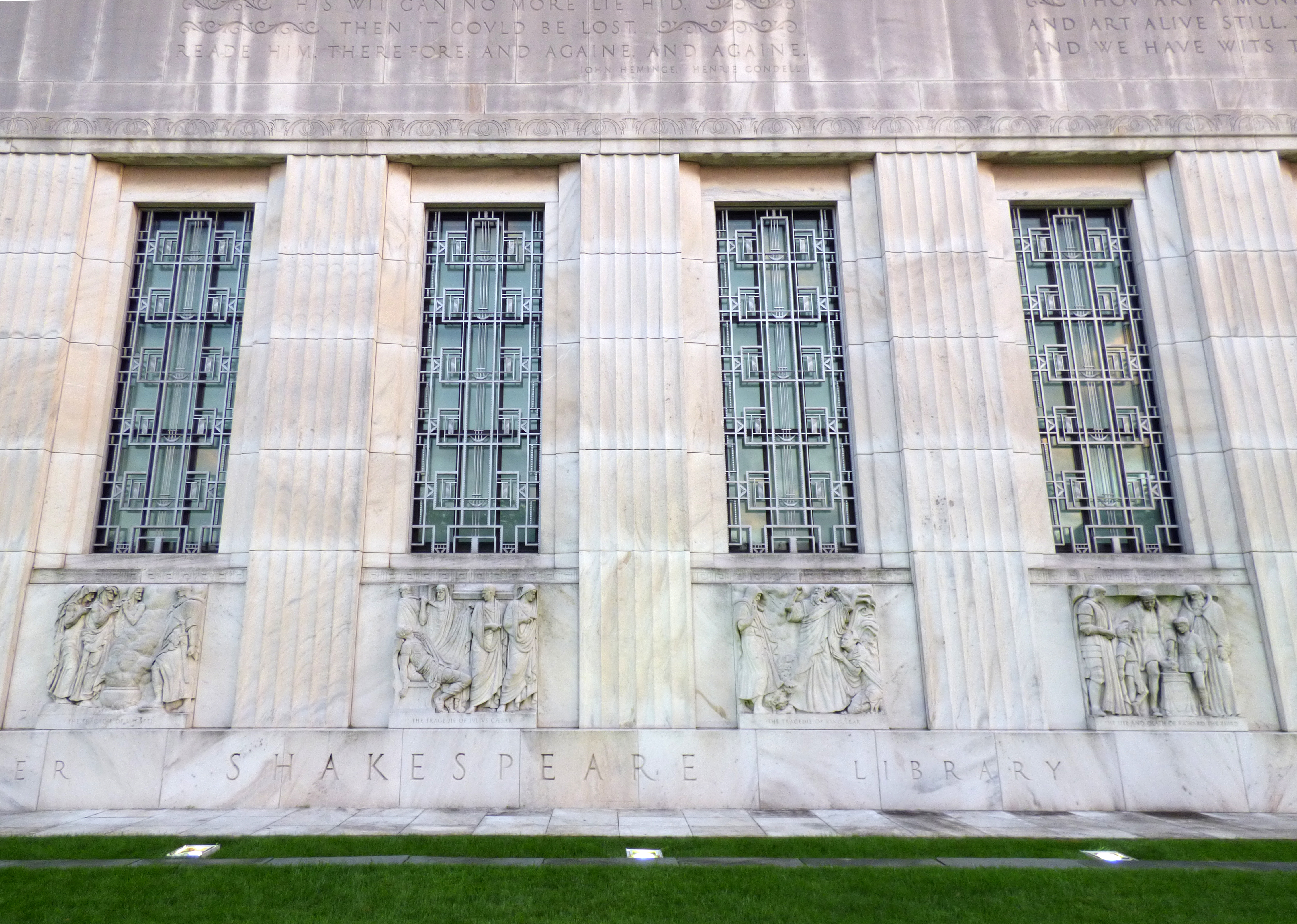
Folger Shakespeare-Bibliothek in Washington, DC

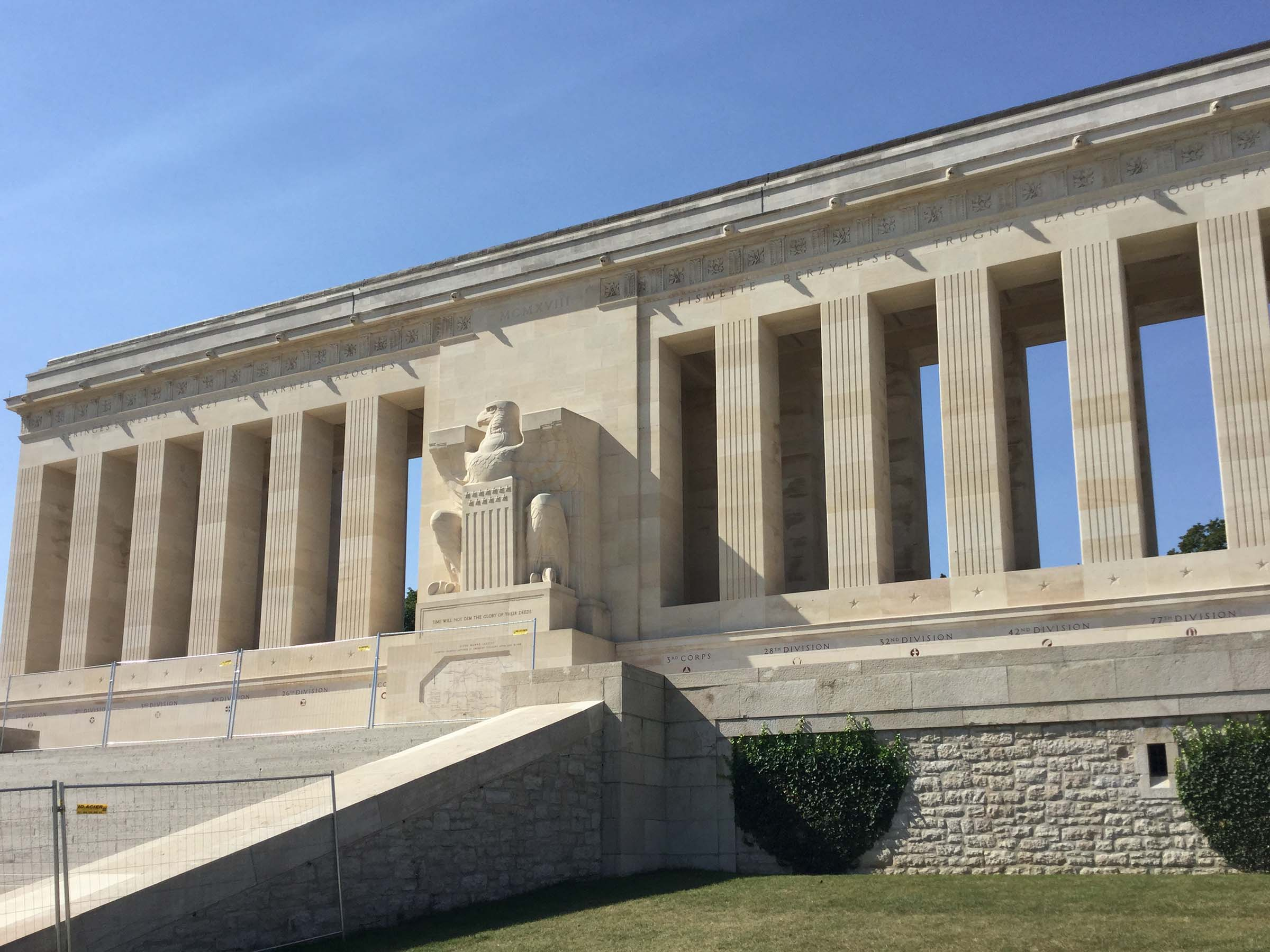
Amerikanisches Ehrenmal Chateau-Thierry von Paul Philippe Cret

Im europäischen Raum gab es bereits Beispiele wie die Deutsche Botschaft in Sankt Petersburg, die von Peter Behrens entworfen und 1912 fertiggestellt wurde. Sie „setzten Vorbilder für die klassische Reinheit, die von Hochmodernisten wie Mies van der Rohe angestrebt wurde, aber auch für den überdimensionierten, reduzierten Klassizismus der Architekten Hitlers, Stalins und Ulbrichts und vielleicht auch der amerikanischen, britischen und französischen Amtsgebäude der 1930er Jahre“. Der Stil fand später Anhänger in den faschistischen Regimen Deutschlands und Italiens sowie in der Sowjetunion während Stalins Regime. Albert Speers Zeppelinfeld und andere Teile des Reichsparteitagsgeländes in Nürnberg waren vielleicht die berühmtesten Beispiele in Deutschland, bei denen klassische Elemente wie Säulen und Altäre neben moderner Technik wie Scheinwerfer verwendet wurden. Auch die Casa del Fascio in Como wurde dieser Bewegung zugeordnet. In der UdSSR wiesen einige der Entwürfe für den nicht gebauten Palast der Sowjets ebenfalls Stilmerkmale des reduzierten Klassizismus auf.
Unter den amerikanischen Architekten ist das Werk von Paul Philippe Cret ein Paradebeispiel für diesen Stil. Sein 1928 erbautes Amerikanisches Ehrenmal Château-Thierry gilt als frühes Beispiel. Zu seinen weiteren Werken, die diesem Stil zugeordnet werden, gehören die Außenfassade der Folger Shakespeare Bibliothek von 1933 in Washington, D.C. (allerdings nicht die Innenfassade der Bibliothek im Tudor-Revival-Stil), der Turm des Main Buildings der University of Texas in Austin von 1937, das Federal Reserve Building von 1937 in Washington, D.C. und der Turm des Bethesda Naval Hospital von 1939.
Reduzierter Klassizismus ist auch bei Gebäuden zu festzustellen, die in den Vereinigten Staaten von der Works Projects Administration während der Großen Depression errichtet wurden, allerdings gemischt mit Art-déco-Architektur oder deren Elementen.
Der reduzierte Klassizismus war weit verbreitet und überschritt nationale Grenzen. Zu den Architekten, die wahrnehmbar damit experimentierten, gehörten John James Burnet, Giorgio Grassi, Léon Krier, Aldo Rossi, Albert Speer, Robert A. M. Stern und Paul Troost.
Trotz seiner Beliebtheit bei totalitären Regimen wurde der reduzierte Klassizismus von vielen demokratischen Regierungen in englischsprachigen Ländern als Architekturstil übernommen, unter anderem während des New Deal in den USA. In jedem Fall haben mutmaßlich „faschistische“ Untertöne die Akzeptanz im Mainstream der Architektur behindert. Es gibt jedoch keine Hinweise darauf, dass Architekten, die diesen Stil bevorzugten, eine besonders rechtsgerichtete politische Einstellung hatten. Dennoch hingen ihm sowohl Adolf Hitler als auch Benito Mussolini an. Ebenso wurde dieser Stil von Josef Stalin und verschiedenen kommunistischen Regimen bevorzugt.
Nach der Niederlage Nazideutschlands und dem Ende des Zweiten Weltkriegs fiel der Stil in Ungnade. In den 1960er Jahren wurde er jedoch in einigen Entwürfen wieder aufgegriffen. Dazu gehörte Philip Johnsons New Yorker Lincoln Center for the Performing Arts, das „eine Wiederbelebung des Stripped Classical-Stils“ bezeugt. Auch in Canberra in Australien erlebte der reduzierte Klassizismus in den Law Courts of the Australian Capital Territory (1961) und der National Library of Australia (1968) eine neue Blüte.

## Die paradoxe Umarmung von Alt und Neu
Der Bezug auf Kultur und Mythos war eine gemeinsame Besonderheit totalitärer politischer Programme in den 1920er und 1930er Jahren, darunter der Nationalsozialismus in Deutschland und der Sowjetkommunismus in Russland. Die von diesen Staaten angeführten kulturellen Bezüge mit ihren verschiedenen Feinheiten führten zu Strömungen im modernistischen Denken.
Diese Staaten versuchten, durch die Architektur die Kraft der Moderne körperlich sichtbar zu machen und vor allem in ihre Hauptstädte zu bringen und gleichzeitig die Vergangenheit neu zu erfinden (symbolisiert durch die zurückhaltenden klassischen Merkmale des reduzierten Klassizismus). Es wurde auf archetypische „gesunde“ Elemente zurückgegriffen, um eine neu geschmiedete, verjüngte, futuristische, offene und monumentale Zukunft einzuläuten.
Es ist diese merkwürdige Dichotomie zwischen Alt und Neu, ein unaufhaltsames Merkmal des reduzierten Klassizismus, die der Historiker Roger Griffin in seinem Konzept des „verwurzelten Modernismus“ zusammengefasst hat (den er im Zusammenhang mit faschistischen Gebäuden diskutiert).
Die Moderne in Gebäuden des reduizierten Klassizismus ist an ihren stilistischen Elementen (stumme Öffnungen, kahle Wände und das Fehlen von Ornamenten) und ihrer reinen Funktionalität erkennbar. Adolf Loos, ein österreichischer Theoretiker der modernen Architektur, und sein Essay „Ornament und Verbrechen“ kann nur als einer der vielen Philosophen/Theoretiker/Architekten angesehen werden, die einige der stilistischen Elemente des reduzierten Klassizismus vorwegnahmen.
Avantgardebewegungen wie der Futurismus haben ebenfalls eine Bauform vorweggenommen, die ebenso extravagant wie stromlinienförmig ist, ebenso multifunktional wie sie der vielschichtigen modernen Zukunft mit Hochgeschwindigkeitsreisen, technologisch fortschrittlichen Kommunikationsmitteln, Wasserbau usw. gerecht wird... „und das alles rechtzeitig für den mechanisiertesten Krieg der Geschichte“, wie Samuel Patterson schreibt.
Der reduzierte Klassizismus oder Stripped Classical-Stil wurde auch von Franklin D. Roosevelt angenommen, der sich nach einer Architektur sehnte, die einen „Neuanfang“ unter dem New Dealismus (der die Auswirkungen der Großen Depression zu mildern versuchte) versprach und gleichzeitig archetypische amerikanische Genialität symbolisierte. Eine Thematisierung der Roosevelt-Regierung, ihre Neuerfindung der Vergangenheit (mit Schwerpunkt auf der neoklassizistischen Architektur des Jeffersonianismus) und ihre Verwendung von Architektur in den 1930er Jahren findet sich in Pattersons „Problem-Solvers“-These.

## Ausgewählte Beispiele
| Name | Bild | Standort                                                         | Architekt(en)                                                                     | Jahr der Fertigstellung                        | Bemerkungen |
| --- | ---- | ---------------------------------------------------------------- | --------------------------------------------------------------------------------- | ---------------------------------------------- | --- |
| Deutsche Kaiserliche Botschaft                                                                            |      | Sankt Petersburg, Russisches Kaiserreich                         | Peter Behrens                                                                     | 1913                                           | |
| Old Parliament House                                                                                      |      | Canberra, Australien                                             | John Smith Murdoch                                                                | 1927                                           | |
| Valley Life Sciences Building at UC Berkeley                                                              |      | Berkeley, Kalifornien, Vereinigte Staaten                        | George W. Kelham                                                                  | 1930                                           | |
| Ministerium für Bildung und Wissenschaft                                                                  |      | Warschau, Polen                                                  | Zdzisław Mączeński                                                                | 1930                                           | |
| Parlamentsgebäude                                                                                         |      | Helsinki, Finnland                                               | J. S. Sirén                                                                       | 1931                                           | Ebenso ein zentrales Beispiel für nordischen Klassizismus. |
| William R. Cotter Federal Building                                                                        |      | Hartford, Connecticut, Vereinigte Staaten                        | Malmfeldt, Adams & Prentice                                                       | 1931                                           | |
| Frist Art Museum                                                                                          |      | Nashville, Tennessee, Vereinigte Staaten                         | Marr & Holman                                                                     | 1932                                           | |
| Folger Shakespeare Library                                                                                |      | Washington, D.C., Vereinigte Staaten                             | Paul Philippe Cret                                                                | 1933                                           | John Gregory und Brenda Putnam, Bauplastik, von letzterer die Figur des Puck aus dem Sommernachtstraum von Shakespeare |
| Martin Luther King Jr. Federal Building                                                                   |      | Atlanta, Georgia, Vereinigte Staaten                             | A. Ten Eyck Brown                                                                 | 1933                                           | |
| Marriner S. Eccles Federal Reserve Board Building                                                         |      | Washington, D.C., Vereinigte Staaten                             | Paul Philippe Cret                                                                | 1937                                           | Sidney Waugh, Bauplastik; Samuel Yellin, Arbeiten aus Schmiedeeisen; Ezra Winter, Wandmalerei |
| San Francisco Mint                                                                                        |      | San Francisco, Kalifornien, Vereinigte Staaten                   | Gilbert Stanley Underwood                                                         | 1937                                           | |
| Tennessee Supreme Court Building                                                                          |      | Nashville, Tennessee, Vereinigte Staaten                         | Marr & Holman                                                                     | 1937                                           | |
| Victoria-Palast                                                                                           |      | Bukarest, Rumänien                                               | Duiliu Marcu                                                                      | 1937                                           | |
| Virginia Department of Highways Building                                                                  |      | Richmond, Virginia, Vereinigte Staaten                           | Carneal, Johnston & Wright                                                        | 1937                                           | |
| Heim kroatischer bildender Künstler                                                                       |      | Zagreb, Kroatien                                                 | Ivan Meštrović                                                                    | 1938                                           | |
| Oregon State Capitol                                                                                      |      | Salem, Oregon, Vereinigte Staaten                                | Francis Keally und Trowbridge & Livingston                                        | 1938                                           | Leo Friedlander und Ulric Ellerhusen (Bauplastik); Frank Henry Schwarz und Barry Faulkner (Wandmalerei) |
| Große Nationalversammlung der Türkei                                                                      |      | Ankara, Türkei                                                   | Clemens Holzmeister                                                               | 1938                                           | |
| Patrick Henry Building                                                                                    |      | Richmond, Virginia, Vereinigte Staaten                           | Carneal, Johnston and Wright                                                      | 1938                                           | |
| Palais des Nations                                                                                        |      | Genf, Schweiz                                                    | Carlo Broggi, Julien Flegenheimer, Camille Lefèvre, Henri-Paul Nénot, Joseph Vago | 1938                                           | |
| Banovina-Palast                                                                                           |      | Novi Sad, Serbien                                                | Dragiša Brašovan                                                                  | 1939                                           | Die Reliefs von Karlo Baranji zeigen Peter I. von Serbien, Alexander I. von Jugoslawien, Radomir Putnik, Petar Bojović, Živojin Mišić und Stepa Stepanović.                                                                                       |
| Tanjug-Gebäude                                                                                            |      | Belgrad, Serbien                                                 | Bogdan Nestorović                                                                 | 1939                                           | |
| Houston City Hall                                                                                         |      | Houston, Texas, Vereinigte Staaten                               | Joseph Finger                                                                     | 1939                                           | |
| Harry S. Truman Building (insbesondere das War Department Building) des United States Department of State |      | Washington, D.C., Vereinigte Staaten                             | Underwood & Foster                                                                | 1939                                           | |
| North Carolina Supreme Court                                                                              |      | Raleigh, North Carolina, Vereinigte Staaten                      | Northrup & O'Brien                                                                | 1940                                           | |
| Waltham Forest Town Hall                                                                                  |      | London Borough of Waltham Forest, London, Vereinigtes Königreich | Philip Dalton Hepworth                                                            | 1941                                           | |
| Hauptsitz der türkischen Staatsbahn                                                                       |      | Ulus, Ankara, Türkei                                             | Bedri Uçar                                                                        | 1941                                           | Nur der zentrale Teil des Gebäudes wurde 1941 fertiggestellt. |
| Dauphin County Courthouse                                                                                 |      | Harrisburg, Pennsylvania, Vereinigte Staaten                     | Lawrie and Green                                                                  | 1942                                           | |
| Esposizione Universale di Roma (EUR) (hier abgebildet: Palazzo della Civiltà Italiana)                    |      | Rom, Italien                                                     | Marcello Piacentini                                                               | 1942                                           | Für die Weltausstellung 1942 geplant, blieb es kriegsbedingt zunächst unvollendet. |
| Lisner Auditorium                                                                                         |      | Washington, D.C., Vereinigte Staaten                             | Faulkner & Kingsbury                                                              | 1943                                           | |
| Bernardo O'Higgins Militärschule                                                                          |      | Santiago de Chile, Chile                                         | Juan Martínez Gutiérrez                                                           | 1943                                           | |
| Palacio de Hacienda                                                                                       |      | Buenos Aires, Argentinien                                        | Antonio Pibernat                                                                  | 1937 (1. Bauabschnitt), 1950 (2. Bauabschnitt) | Sitz des Wirtschaftsministeriums von Argentinien. |
| Facultad de Ingeniería der Universität von Buenos Aires                                                   |      | Buenos Aires, Argentinien                                        | Enrique Cáceres                                                                   | 1950                                           | Von 1951 bis 1955 Sitz der Fundación Eva Perón. |
| Jamuna Bhaban                                                                                             |      | Chittagong, Bangladesch                                          |                                                                                   | 1952                                           | Hauptsitz der Jamuna Oil Company |
| Anıtkabir                                                                                                 |      | Ankrara, Türkei                                                  | Emin Halid Onat und Ahmet Orhan Arda                                              | 1953                                           | Mausoleum von Mustafa Kemal Atatürk. |
| Lorenzo de Zavala State Archives and Library Building                                                     |      | Austin, Texas, Vereinigte Staaten                                | Adams and Adams                                                                   | 1959                                           | |
| Çanakkale Şehitleri Anıtı                                                                                 |      | Gallipoli, Türkei                                                | Feridun Kip, Doğan Erginbaş und İsmail Utkular                                    | 1960                                           | Kriegsdenkmal für die Schlacht von Gallipoli. |
| National Museum of American History                                                                       |      | Washington, D.C., Vereinigte Staaten                             | McKim, Mead, and White                                                            | 1964                                           | |
| J. F. Kennedy Library der Universität Addis Abeba                                                         |      | Addis Abeba, Äthiopien                                           | McLeod, Ferrara, and Ensign                                                       | 1967                                           | |
| National Library of Australia                                                                             |      | Canberra, Australien                                             | Walter Bunning, in Zusammenarbeit mit T.E. O’Mahoney                              | 1968                                           | „... moderne Abwandlung im Geiste der antiken griechisch-römischen Architektur. Es handelt sich eindeutig um ein Gebäude des 20. Jahrhunderts, in dem architektonischen Stil, der als Late Twentieth Century Stripped Classical bezeichnet wird.“ |
| Ho-Chi-Minh-Mausoleum                                                                                     |      | Hanoi, Vietnam                                                   | Garol Isakovich                                                                   | 1975                                           | Mausoleum des vietnamesischen Revolutionsführers und Präsidenten Hồ Chí Minh, teilweise dem Lenin-Mausoleum nachempfunden. |